# Lysis (Platon)
Lysis (în greacă veche Λύσις) este un dialog scris de Platon.